# Bine Zupan
Bine Zupan, slovenski smučarski skakalec, * 4. september 1984, Jesenice.
Zupan je bil član kluba SK Triglav Kranj. Na Svetovnem mladinskem prvenstvu 2002 v Schonachu je na ekipni tekmi s slovensko reprezentanco osvojil bronasto medaljo. V kontinentalnem pokalu je zmagal 9. julija 2004 v Velenju in 11. marca 2006 v Bischofshofnu, ob tem pa dosegel še eno drugo in tri tretja mesta. V svetovnem pokalu je debitiral 10. januarja 2004, ko je zasedel 39. mesto v Libercu. Prvo uvrstitev med dobitnike točk je dosegel 9. januarja 2005 s 30. mestom v Willingenu. Skupno je točke osvojil šestkrat, zadnjič 19. marca 2006 na poletih v Planici, ko je osvojil 25. mesto, kar je tudi njegova najboljša uvrstitev v svetovnem pokalu. Na Svetovnem prvenstvu v poletih 2004 v Planici je s slovensko reprezentanco osvojil šesto mesto na ekipni tekmi. Njegov osebni rekord je 204 m s Planice leta 2006.